# Natsværmer (film)
|  | Denne artikel er oprettet af botten Steenthbot ud fra en ekstern database. Den kan derfor have sproglige fejl eller mangler. Denne skabelon kan fjernes efter kontrol af indholdet. |

 For alternative betydninger, se Natsværmer (flertydig). (Se også artikler, som begynder med Natsværmer)
Natsværmer er en dansk kortfilm fra 2020 instrueret af Anders Walter.

## Handling
En ung mand er fanget imellem sin fars ambitioner for sit liv på racerbanen og en stålsat vilje om at skulle noget andet her i livet. Noget andet end at køre stærkt. Noget, der er hans eget. Noget, der gør ham i stand til at undslippe faderens dominans og altoverskyggende råhed. En lige dele tempofyldt og rørende film om det opgør, man næsten er for bange til at tage, men samtidig ved er en absolut nødvendighed for fortsat at kunne eksistere.

## Medvirkende
- Sylvester Byder, Kasper
- Jacob Hauberg Lohmann, Michael
- Clara Rosager, Veronika
- Villum Mønsted Rasmussen, Kasper som barn
- Kaja Kamuk